# Juha Luhtanen
Juha Luhtanen, né le 19 décembre 1969, à Lahti, en Finlande, est un ancien joueur de basket-ball finlandais. Il évolue au poste d'arrière.

## Palmarès
- Coupe de Finlande 2000